# Viper (televisieserie)
Viper is een Amerikaanse televisieserie van NBC die liep van 1994 tot 1999. De serie gaat over een speciaal team dat is opgezet door de Amerikaanse regering om criminaliteit te bestrijden in Metro City, Californië. Het wapen dat wordt gebruikt is een vermomde Dodge Viper.
De serie was na één seizoen enige tijd stopgezet, zodat de hele casting opnieuw kon worden gedaan. De enige acteur die terugkeerde was Joe Nipote als Frankie "X" Waters.

## Trivia
- Viper is een van de weinige series waar nanotechnologie wordt gebruikt om de Viper te transformeren en te repareren.